# Bouthéldja (distrito)
Bouthéldja é um distrito localizado na província de El Tarf, Argélia, e cuja capital é a cidade de mesmo nome, Bouthéldja. A população total do distrito era de 36 557 habitantes, em 2008.[carece de fontes?]

## Comunas
O distrito é composto por três comunas:
- Bouthéldja
- Lac des Oiseaux
- Chefia